# ماکسیم میخائیلوف
ماکسیم میخائیلوف (به انگلیسی: Maxim Mikhaylov) بازیکن والیبال اهل روسیه عضو تیم ملی والیبال روسیه و باشگاه زنیت کازان است. میخائیلوف در نزدیکی سن پترزبورگ بزرگ شد. او در هشت سالگی والیبال را آغاز کرد و در سال ۲۰۰۸ به تیم ملی روسیه دعوت شد و در بازی‌های المپیک تابستانی ۲۰۰۸ پکن که روسیه به مدال برنز دست یافت برای اولین بار در ترکیب تیم ملی روسیه به میدان رفت. ماکسیم در لیگ جهانی ۲۰۱۱ مدال طلا را با تیم ملی خود به دست آورد و در نهایت به عنوان باارزشترین بازیکن و بهترین مدافع مسابقات انتخاب شد، در همین سال با روسیه در جام جهانی مدال طلا را با دیگر بازیکن‌ها به دست آورد و این بار به عنوان باارزش‌ترین بازیکن جام جهانی والیبال ۲۰۱۱ ژاپن انتخاب شد. ماکسیم در لیگ قهرمانان والیبال اروپا ۲۰۱۲ با باشگاه زنیت کازان اولین قهرمانی باشگاهی خود را تجربه کرد و همچنین عنوان امتیاز آورترین و بهترین دریافت‌کننده را نیز از آن خود کرد. میخائیلوف در ترکیب ثابت تیم ملی روسیه قرار داشت و مدال طلا المپیک تابستانی ۲۰۱۲ لندن را به دست آورد و یکی از بازیکن‌های منتخب مرحله حذفی بود و در انتها نیز به عنوان بهترین بازین پشت خط زن انتخاب شد. وی در المپیک ۲۰۱۶ ریو نیز خوش درخشید. ماکسیم از بهترین اسپکرهای در یک دهه اخیر والیبال جهان به‌شمار می‌رود.

## افتخارات

### فردی
- بهترین زننده سرویس قهرمانی جوانان جهان ۲۰۰۷
- بهترین بازیکن لیگ قهرمانان اروپا ۲۰۱۰
- با ارزش‌ترین بازیکن لیگ جهانی ۲۰۱۱
- امتیاز آورترین بازیکن قهرمانی باشگاه‌های جان ۲۰۱۱
- بهترین مدافع میانی لیگ جهانی ۲۰۱۱
- با ارزش‌ترین بازیکن لیگ اروپا ۲۰۱۱
- بهترین دریافت‌کننده قهرمانی اروپا ۲۰۱۱
- با ارزش‌ترین بازیکن جام جهانی ۲۰۱۱
- بهترین اسپک‌زن المپیک تابستانی ۲۰۱۲
- بهترین اسپک‌زن لیگ قهرمانان اروپا ۲۰۱۳